# براتا سانيتا
براتا سانيتا (بالإيطالية: Prata Sannita)‏ هي كومونا في مقاطعة كزرتة في منطقة كمبانية الإيطالية، وتقع على بعد 70 كيلومترًا (43 ميلًا) شمال نابولي، و40 كيلومترًا (25 ميلًا) شمال غربكزرتة.